# 1304
Cette page concerne l'année 1304  du calendrier julien. Pour l'année 1304 av. J.-C., voir 1304 av. J.-C.
L'année 1304 est une année bissextile qui commence un mercredi.

## Événements
- 1er avril[1] : les Almugavars, au service des Byzantins, repoussent les Turcs en Anatolie (fin en 1305).
- 13 avril : le pape Benoît XI quitte Rome aux mains des Colonna pour Pérouse où il meurt le 7 juillet (empoisonné ?)[2].
- 11 mai : à la mort du Ilkhan Arghun Ghazan, son frère cadet Oldjaïtou lui succède en Perse[3]. Il continue sa politique, renforçant son pouvoir au détriment des droits des féodaux. Il tente d'imposer le chiisme sur son territoire (fin de règne en 1317).
- Juin ou Juillet : Défaite de l'armée byzantine contre l'armée bulgare lors de la bataille de Skafida en Bulgarie[4].
- 20 juillet : prise du château de Stirling par Édouard Ier d'Angleterre, dernière place forte des écossais révoltés[5].
- 27 juillet[6] : mort de André III Vladimirski. Début du règne de Michel Iaroslavitch de Tver, grand-prince de Vladimir (fin en 1318).
- 8 août : sentence arbitrale de Torrellas. Paix entre la couronne d'Aragon et le royaume de Castille[7].
- 10 - 11 août : bataille de Zierikzee entre les flottes franco-hollando-génoise et flamande[8].
- 18 août : les milices flamandes sont écrasées par l'armée de Philippe IV le Bel à la bataille de Mons-en-Pévèle[9].
- Automne : Venceslas II repousse une invasion de la Bohême par le Saint-Empire[10].
- Gênes s’implante à Chios, concédée par Andronic II Paléologue à Benedetto Zaccaria (fin en 1329)[11].
- Dépréciation de l’hyperpère byzantin (sou d’or) qui passe de 9 (1261) à 5 carats pour payer la solde des Almungavars[12]. Les créanciers étrangers réclament qu’on les paye en sous de type ancien, tandis que le gouvernement grec impose le cours forcé des émissions dévaluées.